# Jean-Jules Jacott
Pour les articles homonymes, voir Jacott.
Jean-Jules Jacot dit Jacott, né le 2 juillet 1812 à Metz et mort le 7 avril 1894 dans le 16e arrondissement de Paris, est un dessinateur et graveur français.

## Biographie
Intéressé par les arts, il suit les cours de Laurent-Charles Maréchal.
Jean-Jules Jacott expose à partir de 1845. Il donne aussi des cours de dessin à l’École Polytechnique.
Veuf d'Henriette Beaumont (1821-1850), il épouse en secondes noces, en 1851, l'artiste peintre Henriette Cappelaere.
Il fait partie des membres fondateurs de la Société des artistes lithographes français (1884).

## Œuvres
À la fois dessinateur et lithographe, Jean-Jules Jacott est surtout connu pour ses estampes religieuses, souvent des reproductions de tableaux religieux. Mais il a créé également des portraits, parmi lesquels il faut citer ceux de Raspail, Thérèse Essler, Éléonore Rabut, les représentants de 1848, Daniel Manin, Napoléon III, l'Impératrice Eugénie ou encore le général Lafont de Villiers.